# Stará věznice v Umeå
Stará věznice v Umeå (Umeå gamla fängelse či länscellfängelset) byla dokončena roku 1861. Věznice byla jednou z mála budov, která neshořela při požáru města v roce 1888. Je jednou z nejstarších zachovalých budov a je památkově chráněna od roku 1992. Jako vězení sloužila až do roku 1981, během let 1980-1990 se tam konaly divadelní hry. V roce 2007-2008 byla věznice přestavěna na hotel.

## Historie
Stará věznice byla jednou z asi 20 oblastních věznic navržených Wilhelmem Theodorem Anckarsvärdem, který byl architektem vězeňských budov v letech 1855-1877.

Toto vězení bylo postavené v americkém filadelfském systémovém modelu, což mezi jinými věcmi znamenalo, že běžné cely byly nahrazeny individuálními celami, kde vězni jsou schopni přemýšlet o svém osudu. Bylo zde celkem 24 cel ve dvou podlažích umístěných podél vnějších zdí tak, aby se každému vězni dostalo denního světla. V budově byly i kanceláře a obytné prostory. Věznice byla jednou z mála staveb, které přežily ohromný požár roku 1888. Také jižní dřevěná palisáda přežila požár a současným návštěvníkům dává představu o tvaru vězeňského vycházkového dvora.
Věznice je nyní nejstarší stojící kamennou budovou v Umeå a je jedním z nejlépe zachovaných vězení v zemi. Využívána byla až do roku 1981. V současné době je majetkem Statens fastighetsverk (národním majetkem) a roku 1992 se stala národní památkou.

## Kuriozita
Než se stal šéfredaktorem místních novin Västerbottens-Kuriren, strávil Gustav Rosén (1876-1942) tři měsíce v tomto vězení v roce 1916. Byl odsouzen za pomluvu městského nejvyššího policejního úředníka. To bylo vyvrcholením tak zvaných Umeåbraken (rvaček), které přitahovaly širokou pozornost celého národa.

## Divadlo
Od roku 1987 po většinu 90. let 20. století byla budova a vycházkový dvůr využívány amatérskou divadelní skupinou Grotteatern a nezávislou divadelní skupinou Profilteatern. Při stém výročí ničivého požáru z roku 1888 skupina Grotteatern v roce 1988 vytvořila divadelní produkci nazvanou Spelet om den stora branden (Hry o velkém ohni, autor Frank Kelber) na starém vězeňském dvoře. Obě skupiny, Grotteatern i Profilteatern, poté hrály v létě svá představení na vězeňském vycházkovém dvoře.

## Hotel
V roce 2007-2008 byla budova přestavěna na hotel s 23 jednolůžkovými pokoji, 2 rodinnými pokoji a jedním dvojlůžkovým pokojem, s konferenčním sálem pro schůzky a oslavy. Může ubytovat až 50 lidí. Nabízí lůžka se společnými sprchami a toaletami. V přístavku na dvoře je kavárna Café Göteborg.

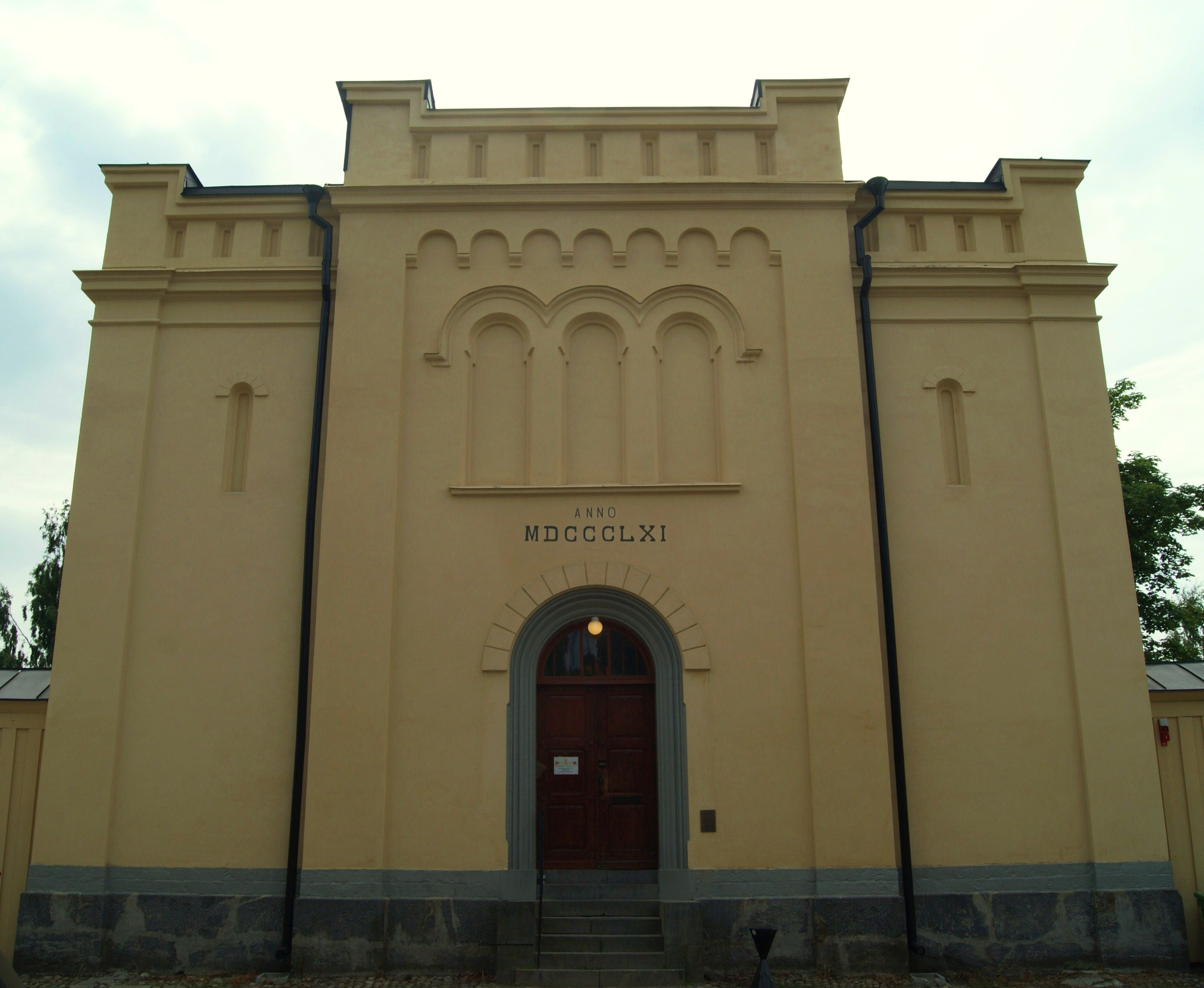
Čelní pohled na hlavní budovu věznice
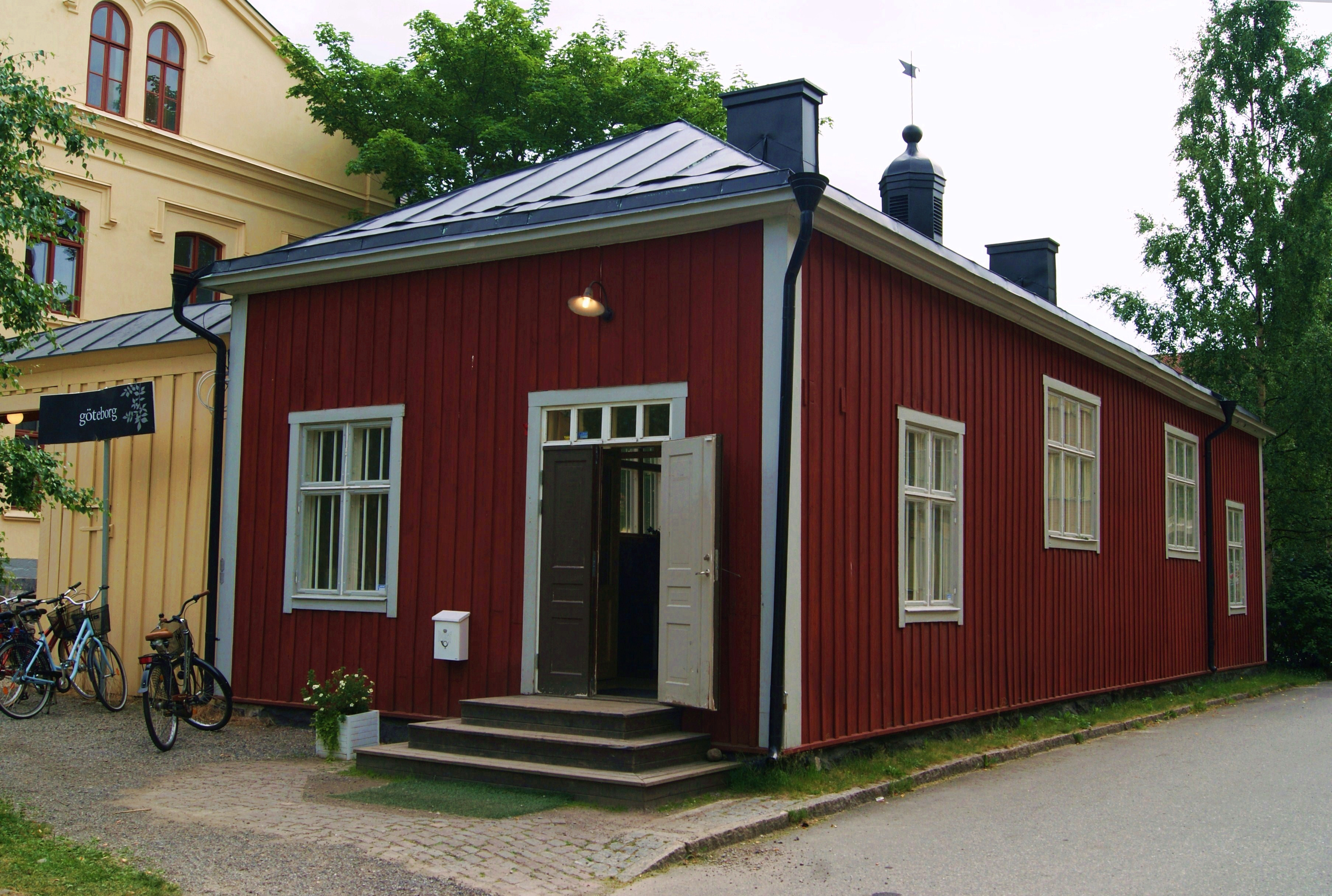
Stará soudní síň
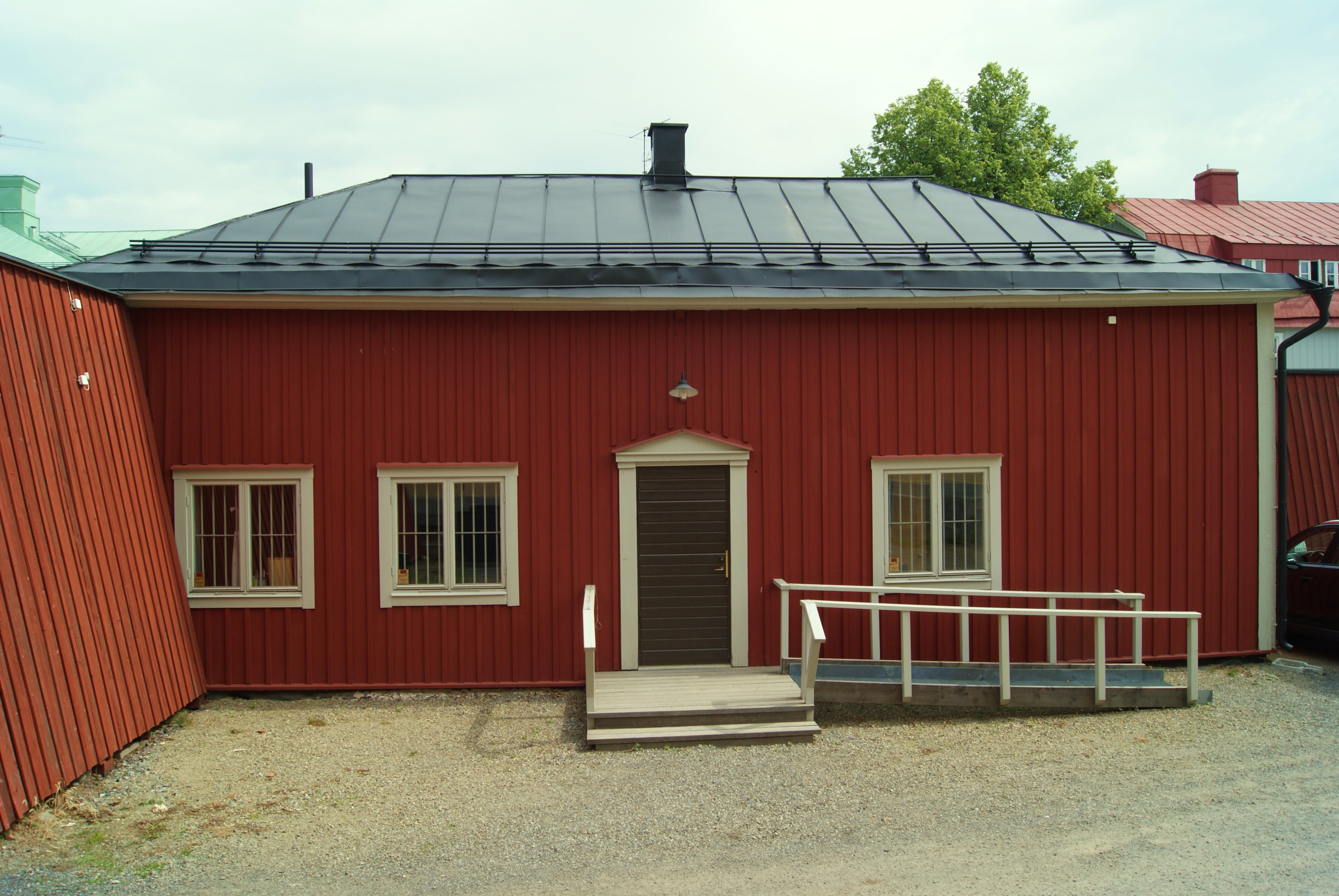
Stará prádelna